# Ajay-Atul

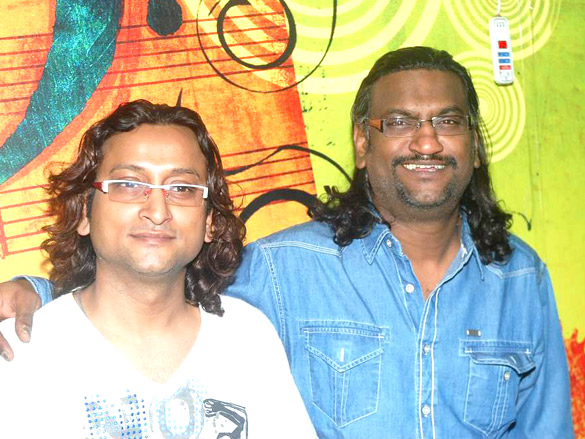
Ajay-Atul en el lanzamiento de audio de 'Agneepath' en Radio City 91.1 FM

Ajay Atul (Marathi: अजय - अतुल), es un dúo musical de la India, integrada por los compositores y músicos, los hermanos Ajay y Atul Gogavale. En 2008, Ajay Atul, ganó el premio como Mejor Dirección Musical en los 56 Premios Nacionales de Cine del Gobierno de la India, por su contribución a la música del cine marathi Jogwa. 

## Biografía
Ajay y Atul Gogavale, son hijos de Ashok Gogavale, un oficial del Departamento de Ingresos en Alandi, Pune. Ambos nacieron en Mumbai y criados en varias aldeas del oeste de Maharashtra, como Rajgurunagar, Junnar y Shirur, ya que su padre tenía un trabajo transferible. Atul nació el 11 de septiembre de 1974 y Ajay, su hermano menor, nació el 21 de agosto de 1976. 
En su infancia, no tenían mucha atracción en su formación académica. Sin embargo, su interés por la música, se desarrolló mientras estaban todavía estudiando en la escuela. Alrededor de ese tiempo, comenzaron a experimentar su talento con la música. En un concurso de música llamado NCC, Ajay, compitió de forma diferente y ganó el premio por su experimento. Esta instancia les inspiró a explorar su potencia musical. Aunque ellos no tenían un fondo musical, a pesar de que no fueron apoyados por su familia directamente, jamás se les negó cualquier tipo de asistencia. Como su familia no podía comprar los instrumentos para sus esfuerzos musicales, ellos comenzaron sus aventuras musicales presentándose en escuelas, templos, bandas locales, entre otros. A pesar de no conseguir una formación directa, aprendieron mucho de estos emprendimientos. Con personas que conocían y que poseían instrumentos musicales como los armonios, mridang, dhol y otros, ya que no podían pagarlos por su cuenta. Más adelante, mientras cursaban la universidad, empezaron a trabajar con bandas locales como arreglistas. Su padre les compró un teclado a insistencia de su madre. Esto resultó ser una de sus mayores dones. Más adelante, llegaron a Mumbai y comenzaron a trabajar para una película internacional de música titulada "Vishwavinayaka". Esto resultó ser una gran oportunidad para ellos y así llegaron a la industria de la música. Trabajaron para producir muchos jingles comerciales, ballets y anuncios publicitarios, para fortalecer su talento y perfil.

## Discografía

### Películas
| Año  | Película                              | Idiomas | Contribución                           |
| ---- | ------------------------------------- | ------- | -------------------------------------- |
| 2000 | No Problem                            | Marathi | Background Music                       |
| 2004 | Gayab                                 | Hindi   | Soundtrack                             |
| 2004 | Aga Bai Arrecha                       | Marathi | Soundtrack and Background Score        |
| 2005 | Goad Gupit                            | Marathi | Soundtrack and Background Score        |
| 2005 | Jatra                                 | Marathi | Soundtrack and Background Score        |
| 2005 | Savarkhed: Ek Gaon                    | Marathi |                                        |
| 2005 | Viruddh... Family Comes First         | Hindi   | 2 out of 6 tracks and Background Score |
| 2005 | Vaah! Life Ho Toh Aisi!               | Hindi   | 1 out of 3 tracks                      |
| 2005 | Struggler                             | Hindi   | Soundtrack                             |
| 2006 | Restaurant                            | Marathi | Background Score                       |
| 2006 | Sang Sang ho tum                      | Hindi   |                                        |
| 2006 | Shock                                 | Telugu  | Soundtrack                             |
| 2007 | Padmashree Laloo Prasad Yadav         | Hindi   | Background Score                       |
| 2007 | Zabardast                             | Marathi | Soundtrack                             |
| 2007 | Bandh Premache                        | Marathi | Soundtrack                             |
| 2007 | Sade Made Teen                        | Marathi | 1 out of 3 tracks                      |
| 2008 | Checkmate                             | Marathi | Title song                             |
| 2008 | Tujya Majya Sanasarala Aani Kaay Have | Marathi | Soundtrack                             |
| 2008 | Uladhaal                              | Marathi | Soundtrack and Background Score        |
| 2008 | Mumbai Amchich                        | marathi |                                        |
| 2009 | Ek Daav Dhobi Pachad                  | Marathi | 1 out of 2 tracks                      |
| 2009 | Bedhund                               | Marathi | Soundtrack                             |
| 2009 | Oxygen: Jiv Gudmartoy                 | Marathi | Soundtrack                             |
| 2009 | Jogwa                                 | Marathi | Soundtrack                             |
| 2010 | Natarang                              | Marathi | Soundtrack and Background Score        |
| 2010 | Ringa Ringa                           | Marathi | Soundtrack                             |
| 2011 | Atta Ga Baya                          | Marathi | 2 out of 3 tracks                      |
| 2011 | My Friend Pinto                       | Hindi   | 4 out of 6 tracks                      |
| 2011 | Singham                               | Hindi   | Soundtrack                             |
| 2012 | Agneepath                             | Hindi   | Soundtrack and Background Score        |
| 2012 | Bol Bachchan                          | Hindi   | Soundtrack                             |
| 2012 | Bharatiya                             | Marathi | Soundtrack                             |
| 2013 | Dhating Dhingana                      | Marathi | Soundtrack & Background Score          |
| 2014 | Fandry                                | Marathi | Theme Song                             |
| 2014 | LaiBhaari                             | Marathi | Soundtracks                            |
| 2014 | P.K.(coming Soon)                     | Hindi   | Soundtrack                             |
| 2015 | Shuddhi(Coming Soon)                  | Hindi   | Soundtrack and Background Score        |
| 2015 | Benjo(Coming Soon)                    | Hindi   | soundtrack                             |

### Álbumes
| Año  | Álbum            | Idioma              | Contribución                 |
| ---- | ---------------- | ------------------- | ---------------------------- |
| 1999 | College College  | Hindi (audio movie) | Composers                    |
| 2001 | Vishwavinayak    | Sanskrit            | Composers                    |
| 2002 | Shri Ram Mantra  | Sanskrit            | Arrangers                    |
| 2003 | Sang Sang Ho Tum | Hindi               | Composers, 7 out of 8 tracks |
| 2003 | Bedhund          | Marathi             | Composers, 7 out of 8 tracks |
| 2003 | Meera Kahen      | Hindi               | Composers                    |
| 2006 | Vishwatma        | Sanskrit            | Composers                    |

### Series y pistas
| Sr.No. | Pista/serie             | Canal       | Notas/Premios                   |
| ------ | ----------------------- | ----------- | ------------------------------- |
| 1.     | Raja Shivchatrapati     | Star Pravah | Maharashtra Times Sanman        |
| 2.     | Zee Gaurav Geet         | Zee Marathi | Zee Gaurav Award                |
| 3.     | Eka Peksha Ek           | Zee Marathi |                                 |
| 4.     | Lakh Lakh Chanderi      | Zee Talkies |                                 |
| 5.     | Idea Sa Re Ga Ma Pa     | Zee Marathi |                                 |
| 6.     | Hafta Band              | Zee Marathi |                                 |
| 7.     | Hasyasamraat            | Zee Marathi |                                 |
| 8.     | Cricket Club            | Zee Marathi |                                 |
| 9.     | Bhavanjali              | Mi Marathi  |                                 |
| 10.    | Kya Baat Hai            | ETV Marathi |                                 |
| 11.    | Misha                   | Zee Marathi |                                 |
| 12.    | Amchya Sarkhe Amhich    | Zee Marathi |                                 |
| 13.    | Bola Bola Tring Tring   | DD Sahyadri |                                 |
| 14.    | Shriyut Gagadhar Tipre  | Zee Marathi | Background Score                |
| 15.    | Wadalvaat               | Zee Marathi | Background Score                |
| 16.    | Bedhund Manachya Lahari | ETV Marathi | Background Score                |
| 17.    | Mahabharat              | Star Plus   | Title Song and Background Score |

### Dramas
| Sr.No. | Nombre del Drama          | Notas/premios                                        |
| ------ | ------------------------- | ---------------------------------------------------- |
| 1.     | Sahi Re Sahi              | Alpha Gaurav 2003 Award                              |
| 2.     | Lochya Zala Re            | Maharashtra Rajya Vyavsayik Natya Spardha Award      |
| 3.     | Mr. Na. Ma. Deo Mhane     |                                                      |
| 4.     | Gopala Re Gopala          |                                                      |
| 5.     | Kala Ya Laglya Jiva       | 2007 Maharashtra Rajya Vyavsayik Natya Spardha Award |
| 6.     | Jahale Chatrapati Shivray |                                                      |
| 7.     | Man Udhaan Varyache       |                                                      |

## Premios
| Año     | Premio                                           | Categoría                                  | Detalles                                      |
| ------- | ------------------------------------------------ | ------------------------------------------ | --------------------------------------------- |
| 2003    | Alpha Gaurav (Later Zee Gaurav)                  | Best Music Direction                       | Play : Sahi Re Sahi                           |
| 2004-05 | Maharashtra Kala Niketan Award                   | Best Music Direction                       | Film : Savarkhed: Ek Gaon                     |
| 2004-05 | Maharashtra Times Sanman                         | Best Music Direction                       | Film : Savarkhed: Ek Gaon                     |
| 2004-05 | Maharashtra Rajya Natya Vyavsayik Spardha        | Best Music Direction                       | Play : Lochya Zala Re                         |
| 2004-05 | Sanskruti Kala Darpan                            | Best Music Direction                       | Film : Aga Bai Arrecha                        |
| 2007    | Maharashtra Rajya Natya Vyavsayik Spardha        | Best Music Direction                       | Play : Kala Ya Laglya Jiva                    |
| 2008    | Maharashtra Times Sanman                         | Best Music Direction                       | Film : Zabardast                              |
| 2008    | Zee Gaurav                                       | Best Music Direction                       | Filmट : Bandh Premache                        |
| 2008    | Akhil Bhartiy Marathi Chitrpat Mahamandal Awards | Best Music Direction                       | Film : Tujhya Majhya Sansarala Aani Kaay Have |
| 2008    | Akhil Bhartiy Marathi Chitrpat Mahamandal Awards | Best Playback Singer- Ajay Gogavale        | Film : Tujhya Majhya Sansarala Aani Kaay Have |
| 2008    | Sanskruti Kala Darpan                            | Best Music Direction                       | Film : Tujhya Majhya Sansarala Aani Kaay Have |
| 2009    | Maharashtra Times Sanman                         | Best Music Direction                       | Serial : Raja Shivchatrpati                   |
| 2009    | V Shantaram Awards                               | Best Music Direction                       | Film : Uladhaal                               |
| 2009    | V Shantaram Awards                               | Best Playback Singer- Ajay Gogavale        | Film : Uladhaal, Song- Morya Morya            |
| 2009    | Maharashtracha Favourite Kon?                    | Best Playback Singer- Ajay Gogavale        | Film : Uladhaal, Song- Morya Morya            |
| 2009    | Late Music Director Shrikant Thackeray Awards    | Best Music Direction                       | -                                             |
| 2009    | Sanskruti Kala Darpan                            | Best Music Direction                       | Film: Jogwa                                   |
| 2009    | Maharashtra Times Sanman                         | Best Music Direction                       | Film : Jogwa                                  |
| 2010    | National Film Awards                             | Best Music Direction                       | Film: Jogwa                                   |
| 2010    | Zee Gaurav                                       | Best Music Direction                       | Film: Natarang                                |
| 2010    | Zee Gaurav                                       | Best Playback Singer- Ajay Gogavale        | Film: Natarang, Song: Khel Mandla             |
| 2010    | Sanskruti Kala Darpan                            | Best Music Direction                       | Film: Natarang                                |
| 2010    | Maharashtra Times Sanman                         | Best Music Direction                       | Film: Natarang                                |
| 2010    | Shivgaurav                                       | Influential Personalities                  | -                                             |
| 2010    | 47th State Film Awards                           | Best Music Direction                       | Film: Natarang                                |
| 2010    | 47th State Film Awards                           | Best Playback Singer- Ajay Gogavale        | Film: Natarang, Song: Khel Mandla             |
| 2010    | V Shantaram Awards                               | Best Playback Singer- Ajay Gogavale        | Film: Natarang, Song: Khel Mandla             |
| 2010    | V Shantaram Awards                               | Best Background Score                      | Film: Natarang                                |
| 2010    | V Shantaram Awards                               | Best Music Direction                       | Film: Natarang                                |
| 2010    | Star Majha "Majha Sanman"                        | Best Music Direction                       |                                               |
| 2010    | Bal Gandharva Awards                             | Best Music Direction                       |                                               |
| 2010    | BIG FM BIG Music Director Award                  | Best Music Direction                       | Film: Natarang                                |
| 2010    | BIG FM BIG Playback Singer Award                 | Best Playback Singer- Ajay Gogavale        | Film: Natarang, Song: Khel Mandla             |
| 2010    | BIG FM BIG Song Of the Year Award                | Best Song of the Year                      | Film: Natarang, Song: Apsara Aali             |
| 2010    | Pu. La. Tarunai Sanman                           | Music Direction                            | -                                             |
| 2010    | Maharashtracha Favourite Kon?                    | Best Playback Singer- Ajay Gogavale        | Film: Natarang, Song: Khel Mandla             |
| 2010    | Maharashtracha Favourite Kon?                    | Best Song                                  | Film: Natarang, Song: Wajle Ki Bara           |
| 2011    | Marathi International Film and Theater Awards    | Best Music Direction                       | Film: Natarang                                |
| 2011    | Marathi International Film and Theater Awards    | Best Playback Singer- Ajay Gogavale        | Film: Natarang, Song: Khel Mandla             |
| 2011    | Ram Kadam Kalagaurav Award                       | Music Direction                            | -                                             |
| 2011    | Zee Marathi Awards                               | Best Judges                                | Sa Re Ga Ma Pa (Marathi) Season — X           |
| 2012    | Zee Gaurav Awards                                | Marathi Paul Padte Pudhe                   | -                                             |
| 2013    | Zee Cine Awards                                  | Best Background Score                      | Film: Agneepath                               |
| 2013    | Rajarshee Shahu Gaurav Puraskar                  | -                                          | -                                             |
| 2013    | ETC Business Awards                              | Most popular song of 2012 – Chikni Chameli | Film: Agneepath                               |
| 2013    | Stardust Awards                                  | Best Music Direction                       | Film: Agneepath                               |
| 2013    | Mirchi Music Awards 2013                         | Song of the year                           | Abhi Mujh Me Kahin Film: Agneepath            |
| 2013    | Mirchi Music Awards 2013                         | Album of the year                          | Film: Agneepath                               |
| 2013    | Mirchi Music Awards 2013                         | Music Composer of The Year                 | Film: Agneepath                               |
| 2013    | Times of India Film Awards 2013                  | Best Music Director                        | Film: Agneepath                               |